# Minie Brinkhoff
Wilhelmina "Minie" Brinkhoff (nascida em 19 de dezembro de 1952) é uma ex-ciclista holandesa, que foi ativa entre 1970 e 1978. Conquistou a medalha de bronze na prova de estrada do Campeonato Mundial de 1977, bem como dois títulos nacionais de sprint (ciclismo de pista) em 1972 e 1974. Após se casar com o ciclista olímpico holandês Peter Nieuwenhuis, ela mudou seu sobrenome para Brinkhof-Nieuwenhuis.